# Kompleks Kutab minareta
Kompleks Kutab minareta (također poznat i kao Qutb ili Qutub, Urdu: قطب منار) čine ruševine drevnih hinduističkih hramova koji su uništeni kako bi se njihovo kamenje iskoristilo za izgradnju islamskog kompleksa s velikim tornjem u Delhiju u (Indija) koji sa svojih 72,5 m visine predstavlja najviši minaret od opeke na svijetu. Njegova izgradnja je započela 1193. godine po naredbi Qutb-ud-din Aibaka, prvog muslimanskog vladara Indije, a najviši kat minareta je dovršen 1386. godine za vladavine Firuz Shah Tughluqa. Oko minareta nalazi se nekoliko mauzoleja, veličanstveni portal Alai-Darwaza (1331.), i 20 srednjovjekovnih građevina i ruševina, koji s minaretom čine najpopularniju turističku atrakciju Delhija. Kompleks je upisan na UNESCO-ov popis mjesta svjetske baštine u Aziji i Oceaniji 2010. godine kao jedan od najranijih i najimpresivnijih primjera indo-islamske arhitekture. 

## Povijest
Kamen temeljac minareta postavio je Qutb-ud-Din Aibak 1192. godine nakon pobjede muslimana nad Hindusima, a u želji da nadmaši minaret u Džamu (Afganistan). Materijal za njegovu izgradnju je došao od 27 starijih džainističkih i hinduističkih hramova na ovom lokalitetu koji su uništeni kako bi se mogao izgraditi kompleks. Njegov nasljednik, Ala-ud-din Khilji je 1311. godine izgradio veličanstveni portal, a drugi nasljednik, Shams-ud-din Iltutmish je 1236. godine minaretu dodao još tri kata. Prema natpisima na površini minareta, Firuz Shah Tughluq (1351. – 1388.) ga je dovršio 1368., a Sikandar Lodi II. (1489. – 1517.) ga je dao popraviti nakon oštećenja 1505. godine. 
Godine 1800., Kutab minaret je oštećen, a 1829. godine popravio ga je bojnik britanske vojske i inženjer, R. Smith. 

## Odlike
Građevine u Kompleksu Kutab su: 
- Kutab minaret ima pet katova jasno određenih balkonima ukrašenih čipkastim reljefima. U bazi ima promjer 14,3, te se prema vrhu sužava na 2,5 metra. Unutra ima 379 stuba koje prolaze kroz brojne nadvođene valjkaste prolaze. Izvana mu fasadu čine kanelirani polustupovi od kojih svaki drugi ima oštar rub, izgrađeni od 40 cm debelih opeka i kamena pješčenjaka. Oni su vodoravno podijeljeni trakama s klaigrafskim natpisima sura iz Kurana, čime minaret dobiva izgled povezanog pruća (ili buketa cvijeća)
- Džamija Quwwat ul-Islam iz 1193. godine je najstarija džamija u Indiji i najraniji primjer Ghuridske arhitekture. Izgrađena je, prema jednom perzijskom natpisu unutra, od dijelova građevina 27 hinsuističkih građevina koje su tu srušene. Džamija ima popločano dvorište promjera 43 x 32 m, okruženo stupovima koje je Iltutmish dodao 1210. – 20. godine. Pročelje visine 16 metara je izgrađeno 1196. godine, a ukrašeno je arapskim natpisima i motivima kasnije. Unutrašnjost je ispunjena stupovima i nadsvođena kupolama i lukovima iz hindu mandapa (dvorana), a kasnija proširenja imaju jasniji muslimanski izgled.
- Portal Alai čini prolaz od crvenog pješčenjaka nadsvođen kupolom i dekoriran inkrustacijama od mramora i arapskim natpisima u naskh pismu. On predstavlja izvanredno umijeće turskih umjetnika i najraniji primjer prave islamske arhitekture i dekoracija u Indiji.
- Alai minaret je trebao biti duplo veći od Kutab minareta, no napušten je nakon što je dosegao tek 24,5 metra.
- Željezni stup je 7,21 metra visok i 6,5 tona težak stup koji je podigao budistički Maurijski vladar Chandragupta II. (375. – 414.), a koji je na ovo mjesto prenio hinduistički vladar Aanagpal u 10. stoljeću kako bi stajao ispred njegovog novog Višnuovog hrama. Natpisi na sanskrtu na njemu ističu kako je podignut kao Vishnudhvaja, znamen boga Višnua, a njegov raskošni kapitel ima udubljenje u kojem je vjerojatno stajala skulptura Garude.
- Mauzoleji Iltutmisha, Alauddin Khiljija (s medresom) i Imama Zamina, oko kojih se nalaze ruševine džainskih hramova

- Istočni ulaz Kutab džamije s hinduističkim elementima
- Portal Alai
- Balkon minareta
- Mauzolej Imama Zamina
- Delhijski željezni stup
- Minaret Alai

## Poveznice
- Indijska umjetnost

## Vanjske poveznice
- Džamija Quwwat Al-Islam (engl.)
- Spomenici Delhija, Kutab minaret (engl.)
- Galerija fotografija Kutab kompleksa  Arhivirana inačica izvorne stranice od 24. svibnja 2008. (Wayback Machine) (engl.)